# Eishockey-Weltmeisterschaft der Frauen 2011
Die 14. Eishockey-Weltmeisterschaften der Frauen der Internationalen Eishockey-Föderation IIHF waren die Eishockey-Weltmeisterschaften des Jahres 2011. Insgesamt nahmen zwischen dem 1. Februar und 25. April 2011 34 Nationalmannschaften an den sechs Turnieren der Top-Division sowie der Divisionen I bis V teil.

## Teilnehmer, Austragungsorte und -zeiträume
Die Top-Division und die Divisionen I und II wurden nach den Ergebnissen der WM 2009 eingeteilt. Dabei gab es wegen der Reduzierung der Teilnehmerzahl der Top-Division von neun auf acht jeweils zwei Absteiger und einen Aufsteiger. In die Division II gab es keinen Aufsteiger. 
Die Divisionen III und IV wurden nach den Ergebnissen ihrer letzten Austragung 2008 eingeteilt. Dabei wurden die Aufsteiger gestrichen. Das für die Division IV qualifizierte  Estland zog seine Mannschaft zurück. Die Division V wurde aus dem letzten der Division IV 2008 (Türkei) und vier neuen Mannschaften gebildet.
- Top-Division: 16. bis 25. April 2011 in Winterthur und Zürich, Schweiz

Teilnehmer:  Finnland,  Kanada,  Kasachstan,  Russland,  Schweden,  Schweiz,  Slowakei (Aufsteiger),  USA (Titelverteidiger)
- Division I: 11. bis 17. April 2011 in Ravensburg, Deutschland

Teilnehmer:  Volksrepublik China (Absteiger),  Deutschland,  Japan (Absteiger),  Lettland (Aufsteiger),  Norwegen,  Österreich
- Division II: 4. bis 10. April 2011 in Caen, Frankreich

Teilnehmer:  Dänemark,  Frankreich (Absteiger),  Großbritannien,  Italien,  Nordkorea,  Tschechien (Absteiger)
- Division III: 1. bis 6. Februar 2011 in Newcastle, Australien

Teilnehmer:  Australien (Absteiger 2008),  Belgien,  Kroatien,  Niederlande (Absteiger 2009),  Slowenien,  Ungarn
- Division IV: 27. März bis 1. April 2011 in Reykjavík, Island

Teilnehmer:  Island,  Neuseeland,  Rumänien,  Südafrika,  Südkorea (Absteiger 2008)
- Division V: 14. bis 19. März 2011 in Sofia, Bulgarien

Teilnehmer:  Bulgarien (Neuling),  Irland (Neuling),  Polen (Neuling),  Spanien (Neuling),  Türkei (Absteiger 2008)

## Top-Division
Die Weltmeisterschaft der Top-Division der Frauen fand vom 16. bis 25. April 2011 in der Schweiz statt. Es nahmen acht Nationalmannschaften teil, die in zwei Gruppen zu je vier Teams spielten.
| Gruppe A | Gruppe B   |
| -------- | ---------- |
| USA      | Kanada     |
| Schweden | Finnland   |
| Russland | Kasachstan |
| Slowakei | Schweiz    |

### Organisation
Die Frauen-WM der Top-Division wurde von einem Organisationskomitee unter dem Vorsitz von Fredy Weisser organisiert, der auch dem Verwaltungsrat des Schweizer Eishockeyclubs ZSC Lions angehört. In Winterthur war Roger Meier, ehemaliger Trainer des EHC Winterthur, verantwortlich. Insgesamt standen dem Komitee ein Budget von 1,5 Millionen Schweizer Franken zur Verfügung, 160.000 Franken sind von der IIHF und auch die Städte Zürich und Winterthur stellten die Infrastruktur gratis zur Verfügung bzw. leisteten auch einen kleineren finanziellen Beitrag. Der größte Kostenpunkt der WM war die Unterbringung und Verpflegung der Teams und Offiziellen, der rund 500.000 Franken verschlang. Bei der Durchführung des Turniers arbeiteten insgesamt 140 Volunteers mit.

### Modus
Nach den Gruppenspielen der Vorrunde qualifizieren sich die beiden Gruppenersten direkt für das Halbfinale. Die Gruppenzweiten und -dritten bestreiten je ein Qualifikationsspiel zur Halbfinalteilnahme. Die Vierten der Gruppenspiele bestreiten eine Best-of-Three-Runde um den siebten Platz sowie den Abstieg in die Division I.

### Austragungsorte
| Zürich |

| Winterthur |

| Zürich |

| Winterthur |

### Vorrunde

#### Gruppe A
| 17. April 2011 12:00 Uhr (Ortszeit) | USA K. Coyne (23:50) J. Pucci (28:18) H. Knight (40:11) M. Duggan (40:19) B. Decker (47:27) | 5:0 (0:0, 2:0, 3:0) Spielbericht | Slowakei | Hallenstadion, Zürich Zuschauer: 585 |

| 17. April 2011 16:00 Uhr | Schweden E. Holst (4:56) E. Holmlöv (7:24) R. Stenberg (8:45) T. Enström (21:38) E. Grahm (40:18) F. Nevalainen (45:53) A. Borgqvist (58:46) | 7:1 (3:1, 1:0, 3:0) Spielbericht | Russland A. Wafina (15:06) | Hallenstadion, Zürich Zuschauer: 520 |

| 18. April 2011 12:00 Uhr | Schweden F. Nevalainen (5:53) P. Winberg (38:34) E. Grahm (53:39) | 3:0 (1:0, 1:0, 1:0) Spielbericht | Slowakei | Hallenstadion, Zürich Zuschauer: 829 |

| 18. April 2011 16:00 Uhr | Russland J. Lebedewa (39:59) | 1:13 (0:5, 1:3, 0:5) Spielbericht | USA H. Knight (7:03) A. Schleper (9:25) J. Chu (10:42) A. Ruggiero (12:42) M. Duggan (15:21) C. Cahow (26:20) H. Knight (31:33) B. Decker (31:56) H. Knight (46:41) K. Stack (48:07) K. Coyne (50:35) K. Bellamy (51:55) A. Ruggiero (55:40) | Hallenstadion, Zürich Zuschauer: 535 |

| 20. April 2011 14:00 Uhr | Slowakei J. Kapustová (57:24) | 1:4 (0:1, 0:0, 1:3) Spielbericht | Russland T. Burina (19:54) J. Smolenzewa (43:58) T. Burina (47:11) A. Wafina (56:38) | Hallenstadion, Zürich Zuschauer: 257 |

| 20. April 2011 20:00 Uhr | USA K. Stack (5:02) J. Schoullis (8:48) M. Lamoureux-Kolls (11:30) J. Potter (19:54) M. Duggan (23:34) J. Schoullis (27:09) K. Coyne (31:00) J. Lamoureux (33:10) M. Duggan (39:10) | 9:1 (4:0, 5:0, 0:1) Spielbericht | Schweden E. Grahm (43:28) | Hallenstadion, Zürich Zuschauer: 748 |

| Pl. |          | Sp | S | OTS | OTN | N | Tore  | Punkte |
| 1.  | USA      | 3  | 3 | 0   | 0   | 0 | 27:02 | 9      |
| 2.  | Schweden | 3  | 2 | 0   | 0   | 1 | 11:10 | 6      |
| 3.  | Russland | 3  | 1 | 0   | 0   | 2 | 06:21 | 3      |
| 4.  | Slowakei | 3  | 0 | 0   | 0   | 3 | 01:12 | 0      |

Abkürzungen: Pl. = Platz, Sp = Spiele, S = Siege, OTS = Siege nach Verlängerung (Overtime) oder Penaltyschießen, OTN = Niederlagen nach Verlängerung oder Penaltyschießen, N = Niederlagen

Erläuterungen: Halbfinalqualifikant, Viertelfinalqualifikant, Abstiegsrundenqualifikant

#### Gruppe B
| 16. April 2011 16:00 Uhr | Finnland P. Lund (4:20) A. Rajahuhta (9:33) K. Rantamäki (24:01) S. Tapani (39:15) M. Karvinen (48:31) | 5:3 (2:1, 2:0, 1:2) Spielbericht | Kasachstan N. Jakowtschuk (6:22) N. Jakowtschuk (40:48) S. Tuchtjewa (49:44) | Eishalle Deutweg, Winterthur Zuschauer: 634 |

| 16. April 2011 20:00 Uhr | Kanada C. Piper (10:42) H. Irwin (16:02) H. Wickenheiser (18:33) M. Mikkelson (23:01) G. Apps (26:33) R. Johnston (29:04) M.-P. Poulin (34:30) J. Wakefield (34:44) C. Piper (41:57) J. Hefford (42:40) C. Piper (54:29) T. Bonhomme (59:33) | 12:0 (3:0, 5:0, 4:0) Spielbericht | Schweiz | Eishalle Deutweg, Winterthur Zuschauer: 2.900 |

| 17. April 2011 16:00 Uhr | Kasachstan | 0:7 (0:2, 0:3, 0:2) Spielbericht | Kanada C. Ouellette (9:22) H. Wickenheiser (12:05) M.-P. Poulin (20:55) M. Mikkelson (27:33) M. Mikkelson (39:46) H. Irwin (43:42) N. Spooner (52:01) | Eishalle Deutweg, Winterthur Zuschauer: 411 |

| 17. April 2011 20:00 Uhr | Finnland T. Niskanen (5:51) | 1:2 n. V. (1:0, 0:1, 0:0, 0:1) Spielbericht | Schweiz N. Bullo (38:50) S. Marty (61:50) | Eishalle Deutweg, Winterthur Zuschauer: 2.117 |

| 19. April 2011 16:00 Uhr | Kanada R. Johnston (12:46) J. Hefford (59:34) | 2:0 (1:0, 0:0, 1:0) Spielbericht | Finnland | Eishalle Deutweg, Winterthur Zuschauer: 614 |

| 19. April 2011 20:00 Uhr | Schweiz S. Thalmann (4:49) J. Marty (6:37) D. Leimgruber (18:14) D. Leimgruber (32:31) S. Benz (46:46) C. Meier (57:06) | 6:1 (3:0, 2:0, 1:1) Spielbericht | Kasachstan N. Jakowtschuk (42:02) | Eishalle Deutweg, Winterthur Zuschauer: 2.436 |

| Pl. |            | Sp | S | OTS | OTN | N | Tore  | Punkte |
| 1.  | Kanada     | 3  | 3 | 0   | 0   | 0 | 21:0  | 9      |
| 2.  | Schweiz    | 3  | 1 | 1   | 0   | 1 | 08:14 | 5      |
| 3.  | Finnland   | 3  | 1 | 0   | 1   | 1 | 06:07 | 4      |
| 4.  | Kasachstan | 3  | 0 | 0   | 0   | 3 | 04:18 | 0      |

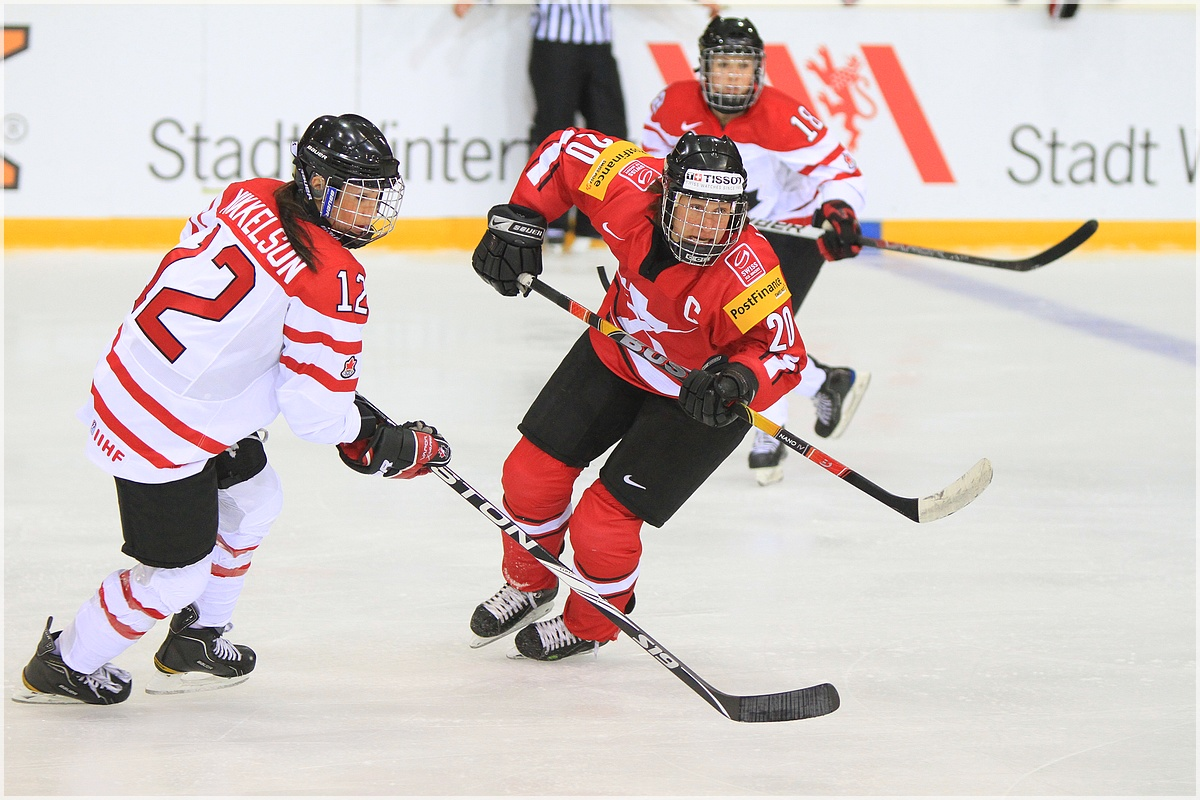
Meaghan Mikkelson (links) und Kathrin Lehmann (rechts) im Vorrundenduell zwischen Kanada und der Schweiz

Abkürzungen: Pl. = Platz, Sp = Spiele, S = Siege, OTS = Siege nach Verlängerung (Overtime) oder Penaltyschießen, OTN = Niederlagen nach Verlängerung oder Penaltyschießen, N = Niederlagen

Erläuterungen: Halbfinalqualifikant, Viertelfinalqualifikant, Abstiegsrundenqualifikant

### Abstiegsrunde
Die Relegationsrunde wird im Modus „Best-of-Three“ ausgetragen. Hierbei treffen der Viertplatzierte der Gruppe A und der Vierte der Gruppe B aufeinander. Die Mannschaft, die von maximal drei Spielen zuerst zwei für sich entscheiden kann, verbleibt in der WM-Gruppe, der Verlierer steigt in die Division I ab.
| 22. April 2011 20:00 Uhr (Ortszeit) | Slowakei A. Džurňáková (47:59) | 1:0 (0:0, 0:0, 1:0) Spielbericht Stand: 1:0 | Kasachstan | Eishalle Deutweg, Winterthur Zuschauer: 127 |

| 24. April 2011 20:00 Uhr | Kasachstan G. Schu (10:46) | 1:2 n. P. (1:0, 0:0, 0:1, 0:0, 0:1) Spielbericht Stand: 0:2 | Slowakei I. Karafiátová (53:55) M. Veličková (PS) | Eishalle Deutweg, Winterthur Zuschauer: 113 |

### Finalrunde
|  | Viertelfinale    | Viertelfinale | Viertelfinale |    |          | Halbfinale | Halbfinale | Halbfinale |    |          | Finale           | Finale           | Finale           |
|  |                  |               |               |    |          |            |            |            |    |          |                  |                  |                  |
|  |                  |               |               |    |          | A1         | USA        | 5          |    |          |                  |                  |                  |
|  | B2               | Schweiz       | 4             |    |          | A3         | Russland   | 1          |    |          |                  |                  |                  |
|  | A3               | Russland      | 5             |    |          |            |            |            |    | A1       | USA              | 3                |                  |
|  |                  |               |               |    | B1       | Kanada     | 2          |            |    |          |                  |                  |                  |
|  |                  |               |               | B1 | Kanada   | 4          |            |            |    |          |                  |                  |                  |
|  | A2               | Schweden      | 1             |    |          | B3         | Finnland   | 1          |    |          | Spiel um Platz 3 | Spiel um Platz 3 | Spiel um Platz 3 |
|  | B3               | Finnland      | 5             |    |          |            |            |            | B3 | Finnland | 3                |                  |                  |
|  |                  |               |               | A3 | Russland | 2          |            |            |    |          |                  |                  |                  |
|  |                  |               |               |    |          |            |            |            |    |          |                  |                  |                  |
|  | Spiel um Platz 5 |               |               |    |          |            |            |            |    |          |                  |                  |                  |
|  | A2               | Schweden      | 3             |    |          |            |            |            |    |          |                  |                  |                  |
|  | B2               | Schweiz       | 2             |    |          |            |            |            |    |          |                  |                  |                  |

#### Viertelfinale
| 22. April 2011 16:00 Uhr (Ortszeit) | Schweden E. Holst (43:43) | 1:5 (0:3, 0:1, 1:1) Spielbericht | Finnland M. Karvinen (1:42) M. Karvinen (6:23) A. Rajahuhta (13:08) K. Rantamäki (37:44) K. Rantamäki (56:23) | Hallenstadion, Zürich Zuschauer: 931 |

| 22. April 2011 20:00 Uhr | Schweiz D. Leimgruber (0:35) S. Benz (25:50) S. Benz (33:33) S. Marty (59:17) | 4:5 n. V. (1:0, 2:0, 1:4, 0:1) Spielbericht | Russland J. Smolenzewa (47:49) O. Permjakowa (50:47) A. Kapustina (52:01) O. Sossina (54:21) T. Burina (62:58) | Hallenstadion, Zürich Zuschauer: 4.123 |

#### Spiel um Platz 5
| 24. April 2011 16:00 Uhr | Schweden E. Eliasson (5:04) T. Enström (8:22) E. Holmlöv (PS) | 3:2 n. P. (2:2, 0:0, 0:0, 0:0, 1:0) Spielbericht | Schweiz A. Stiefel (10:36) N. Bullo (17:04) | Hallenstadion, Zürich Zuschauer: 2.043 |

#### Halbfinale
| 23. April 2011 16:00 Uhr | Kanada R. Johnston (10:17) M.-P. Poulin (19:04) J. Hefford (40:43) H. Wickenheiser (48:18) | 4:1 (2:1, 0:0, 2:0) Spielbericht | Finnland M. Karvinen (11:43) | Hallenstadion, Zürich Zuschauer: 912 |

| 23. April 2011 20:00 Uhr | USA M. Lamoureux-Kolls (11:31) K. Coyne (12:05) J. Lamoureux (24:08) B. Decker (26:59) B. Decker (52:18) | 5:1 (2:1, 2:0, 1:0) Spielbericht | Russland I. Gawrilowa (3:21) | Hallenstadion, Zürich Zuschauer: 821 |

#### Spiel um Platz 3
| 25. April 2011 16:00 Uhr | Finnland M. Tuominen (14:15) M. Tuominen (21:18) K. Rantamäki (62:49) | 3:2 n. V. (1:0, 1:0, 0:2, 1:0) Spielbericht | Russland I. Djubanok (49:54) M. Sergina (52:30) | Hallenstadion, Zürich Zuschauer: 2.463 |

#### Finale
| 25. April 2011 20:00 Uhr | USA J. Lamoureux (16:56) J. Potter (32:05) H. Knight (67:48) | 3:2 n. V. (1:1, 1:0, 0:1, 1:0) Spielbericht | Kanada G. Apps (19:52) R. Johnston (56:04) | Hallenstadion, Zürich Zuschauer: 4.318 |

### Statistik

#### Beste Scorerinnen
Abkürzungen: Sp = Spiele, T = Tore, V = Assists, Pkt = Punkte, +/− = Plus/Minus, SM = Strafminuten; Fett: Turnierbestwert
| Spieler                 | Team     | Sp | T | V | Pkt | +/− | SM |
| ----------------------- | -------- | -- | - | - | --- | --- | -- |
| Hilary Knight           | USA      | 5  | 5 | 9 | 14  | +11 | 2  |
| Brianna Decker          | USA      | 5  | 4 | 7 | 11  | +10 | 8  |
| Michelle Karvinen       | Finnland | 6  | 4 | 4 | 8   | +2  | 8  |
| Erika Holst             | Schweden | 5  | 2 | 6 | 8   | −2  | 2  |
| Meghan Duggan           | USA      | 5  | 4 | 3 | 7   | +5  | 2  |
| Monique Lamoureux-Kolls | USA      | 3  | 3 | 5 | 7   | +3  | 6  |
| Julie Chu               | USA      | 5  | 2 | 6 | 7   | +6  | 0  |
| Kendall Coyne           | USA      | 5  | 4 | 2 | 6   | +9  | 0  |
| Rebecca Johnston        | Kanada   | 5  | 4 | 2 | 6   | +5  | 0  |
| Karoliina Rantamäki     | Finnland | 6  | 4 | 2 | 6   | +1  | 4  |

#### Beste Torhüterinnen
Abkürzungen: Sp = Spiele, Min = Eiszeit (in Minuten), GT = Gegentore, SO = Shutouts, Sv% = gehaltene Schüsse (in %), GTS = Gegentorschnitt; Fett: Turnierbestwert
| Spieler          | Team     | Sp | Min    | GT | SO | Sv%   | GTS  |
| ---------------- | -------- | -- | ------ | -- | -- | ----- | ---- |
| Noora Räty       | Finnland | 5  | 304:05 | 10 | 0  | 95,71 | 1,97 |
| Shannon Szabados | Kanada   | 2  | 127:48 | 3  | 1  | 95,31 | 1,41 |
| Jessie Vetter    | USA      | 3  | 187:48 | 4  | 0  | 95,24 | 1,28 |
| Zuzana Tomčíková | Slowakei | 5  | 305:00 | 13 | 1  | 94,80 | 2,56 |
| Kim Martin       | Schweden | 4  | 208:28 | 6  | 1  | 93,02 | 1,73 |

### Abschlussplatzierungen
| Pl. | Team       |
| --- | ---------- |
| 1   | USA        |
| 2   | Kanada     |
| 3   | Finnland   |
| 4   | Russland   |
| 5   | Schweden   |
| 6   | Schweiz    |
| 7   | Slowakei   |
| 8   | Kasachstan |

### Titel, Auf- und Abstieg
| Weltmeister USA | Kacey Bellamy, Caitlin Cahow, Julie Chu, Kendall Coyne, Brianna Decker, Meghan Duggan, Molly Engstrom, Hilary Knight, Jocelyne Lamoureux, Monique Lamoureux-Kolls, Gigi Marvin, Brianne McLaughlin, Jenny Potter, Josephine Pucci, Angela Ruggiero, Molly Schaus, Anne Schleper, Jen Schoullis, Kelli Stack, Kelley Steadman, Jessie Vetter Trainerstab: Katey Stone, Hilary Witt, Mark Hudak |

| Silber Kanada | Meghan Agosta, Gillian Apps, Tessa Bonhomme, Jayna Hefford, Haley Irwin, Rebecca Johnston, Charline Labonté, Jocelyne Larocque, Meaghan Mikkelson, Caroline Ouellette, Cherie Piper, Marie-Philip Poulin, Bobbi-Jo Slusar, Natalie Spooner, Kim St-Pierre, Shannon Szabados, Sarah Vaillancourt, Jennifer Wakefield, Catherine Ward, Tara Watchorn, Hayley Wickenheiser Trainerstab: Ryan Walter, Lisa Jordan, Dan Church |

| Bronze Finnland | Essi Hallvar, Maija Hassinen, Anne Helin, Jenni Hiirikoski, Mira Huhta, Mira Jalosuo, Michelle Karvinen, Rosa Lindstedt, Pia Lund, Niina Makinen, Terhi Mertanen, Tanja Niskanen, Annina Rajahuhta, Karoliina Rantamäki, Noora Räty, Tiina Saarimaki, Susanna Tapani, Anne Tuomanen, Minnamari Tuominen, Anna Vanhatalo, Tea Villila Trainerstab: Pekka Hamalainen, Jari Risku, Petteri Kilpivaara |

| Absteiger in die Division IA:   | Kasachstan  |
| Aufsteiger in die Top-Division: | Deutschland |

### Auszeichnungen
Spielertrophäen
| Auszeichnung          | Spieler                 | Team     |
| --------------------- | ----------------------- | -------- |
| Beste Torhüterin      | Noora Räty              | Finnland |
| Beste Verteidigerin   | Meaghan Mikkelson       | Kanada   |
| Beste Stürmerin       | Monique Lamoureux-Kolls | USA      |
| Wertvollste Spielerin | Zuzana Tomčíková        | Slowakei |

All-Star-Team
| Angriff:      | Hilary Knight – Michelle Karvinen – Hayley Wickenheiser |
| Verteidigung: | Meaghan Mikkelson – Caitlin Cahow                       |
| Tor:          | Zuzana Tomčíková                                        |

## Division I
Die Spiele der Division I fanden vom 11. bis 17. April 2011 in Ravensburg in Deutschland statt. Gespielt wurde in der Eissporthalle Ravensburg, die Platz für 3.300 Zuschauer bietet.
Japan sagte die Teilnahme an der Division I aufgrund des Tōhoku-Erdbebens und dessen unmittelbaren Folgen ab. Die Spiele wurden nicht gewertet und Japan verblieb in der Division I.
| 11. April 2011 16:00 Uhr (Ortszeit) | Norwegen | 7:3 (3:1, 2:0, 2:2) Spielbericht | Volksrepublik China | Eissporthalle, Ravensburg Zuschauer: 250 |

| 11. April 2011 19:30 Uhr | Österreich | 0:4 (0:0, 0:1, 0:3) Spielbericht | Deutschland | Eissporthalle, Ravensburg Zuschauer: 1.600 |

| 13. April 2011 16:00 Uhr | Volksrepublik China | 4:3 (2:3, 2:0, 0:0) Spielbericht | Österreich | Eissporthalle, Ravensburg Zuschauer: 450 |

| 13. April 2011 19:30 Uhr | Deutschland | 2:1 (1:1, 1:0, 0:0) Spielbericht | Lettland | Eissporthalle, Ravensburg Zuschauer: 1.100 |

| 14. April 2011 16:00 Uhr | Volksrepublik China | 1:3 (0:3, 1:0, 0:0) Spielbericht | Lettland | Eissporthalle, Ravensburg Zuschauer: 350 |

| 14. April 2011 19:30 Uhr | Norwegen | 3:1 (0:0, 1:1, 2:0) Spielbericht | Österreich | Eissporthalle, Ravensburg Zuschauer: 400 |

| 16. April 2011 16:00 Uhr | Lettland | 0:2 (0:1, 0:0, 0:1) Spielbericht | Norwegen | Eissporthalle, Ravensburg Zuschauer: 400 |

| 16. April 2011 19:30 Uhr | Volksrepublik China | 0:3 (0:0, 0:1, 0:2) Spielbericht | Deutschland | Eissporthalle, Ravensburg Zuschauer: 1.600 |

| 17. April 2011 10:00 Uhr | Österreich | 2:1 (1:0, 1:0, 0:1) Spielbericht | Lettland | Eissporthalle, Ravensburg Zuschauer: 450 |

| 17. April 2011 13:30 Uhr | Deutschland | 3:1 (0:0, 0:0, 3:1) Spielbericht | Norwegen | Eissporthalle, Ravensburg Zuschauer: 2.000 |

| Pl. |                     | Sp | S | OTS | OTN | N | Tore  | Punkte |
| 1.  | Deutschland         | 4  | 4 | 0   | 0   | 0 | 12:02 | 12     |
| 2.  | Norwegen            | 4  | 3 | 0   | 0   | 1 | 13:07 | 9      |
| 3.  | Lettland            | 4  | 1 | 0   | 0   | 3 | 05:07 | 3      |
| 4.  | Österreich          | 4  | 1 | 0   | 0   | 3 | 06:12 | 3      |
| 5.  | Volksrepublik China | 4  | 1 | 0   | 0   | 3 | 08:16 | 3      |
| 6.  | Japan               | –  | – | –   | –   | – | 0–:0– | –      |

Abkürzungen: Pl. = Platz, Sp = Spiele, S = Siege, OTS = Siege nach Verlängerung (Overtime) oder Penaltyschießen, OTN = Niederlagen nach Verlängerung oder Penaltyschießen, N = Niederlagen

Erläuterungen: Aufsteiger in die Top-Division, Absteiger in die Division II

### Division-I-Siegermannschaft
| Division-I-Aufsteiger Deutschland | Manuela Anwander, Monika Bittner, Franziska Busch, Marie Delarbre, Tanja Eisenschmid, Bettina Evers, Susanne Fellner, Susann Götz, Jessica Hammerl, Viona Harrer, Jacqueline Janzen, Nina Kamenik, Sophie Kratzer, Andrea Lanzl, Ronja Richter, Britta Schröder, Ivonne Schröder, Sara Seiler, Sarah Weyand, Julia Zorn Cheftrainer: Peter Kathan senior Assistenztrainer: Benjamin Hinterstocker |

### Auf- und Abstieg
Die Division I wurde 2012 zur Division I Gruppe A. 
| Absteiger in die Division IA:   | Kasachstan          |
| Aufsteiger in die Top-Division: | Deutschland         |
| Absteiger in die Division IB:   | Volksrepublik China |
| Aufsteiger in die Division IA:  | Tschechien          |

## Division II
Das Turnier der Division II wurde vom 4. bis 10. April 2011 in Caen in Frankreich ausgetragen. Gespielt wurde im Patinoire de Caen la mer, in dem 1.499 Zuschauer Platz finden. Nordkorea verzichtete aus finanziellen Gründen auf eine Teilnahme an der Division II. Sämtliche Spiele wurden mit drei Punkten und 5:0 Toren für den jeweiligen Gegner gewertet.
| 4. April 2011 13:30 Uhr (Ortszeit) | Dänemark | 8:1 (3:1, 3:0, 2:0) Spielbericht | Großbritannien | Patinoire de Caen la mer, Caen Zuschauer: 1.353 |

| 4. April 2011 17:00 Uhr | Nordkorea | 0:5 (Wertung) | Tschechien | Patinoire de Caen la mer, Caen Zuschauer: – |

| 4. April 2011 20:30 Uhr | Frankreich | 1:0 (0:0, 1:0, 0:0) Spielbericht | Italien | Patinoire de Caen la mer, Caen Zuschauer: 922 |

| 5. April 2011 13:30 Uhr | Tschechien | 5:1 (1:0, 3:1, 1:0) Spielbericht | Großbritannien | Patinoire de Caen la mer, Caen Zuschauer: 1.269 |

| 5. April 2011 17:00 Uhr | Frankreich | 5:0 (Wertung) | Nordkorea | Patinoire de Caen la mer, Caen Zuschauer: – |

| 5. April 2011 20:30 Uhr | Italien | 1:3 (0:0, 1:1, 0:2) Spielbericht | Dänemark | Patinoire de Caen la mer, Caen Zuschauer: 486 |

| 7. April 2011 13:30 Uhr | Italien | 1:3 (1:1, 0:0, 0:2) Spielbericht | Tschechien | Patinoire de Caen la mer, Caen Zuschauer: 1.199 |

| 7. April 2011 17:00 Uhr | Nordkorea | 0:5 (Wertung) | Großbritannien | Patinoire de Caen la mer, Caen Zuschauer: – |

| 7. April 2011 20:30 Uhr | Frankreich | 3:1 (1:0, 2:0, 0:1) Spielbericht | Dänemark | Patinoire de Caen la mer, Caen Zuschauer: 1.250 |

| 9. April 2011 13:30 Uhr | Italien | 5:0 (Wertung) | Nordkorea | Patinoire de Caen la mer, Caen Zuschauer: – |

| 9. April 2011 17:00 Uhr | Dänemark | 0:7 (0:3, 0:3, 0:1) Spielbericht | Tschechien | Patinoire de Caen la mer, Caen Zuschauer: 326 |

| 9. April 2011 20:30 Uhr | Großbritannien | 1:4 (0:0, 0:1, 1:3) Spielbericht | Frankreich | Patinoire de Caen la mer, Caen Zuschauer: 1.181 |

| 10. April 2011 13:30 Uhr | Nordkorea | 0:5 (Wertung) | Dänemark | Patinoire de Caen la mer, Caen Zuschauer: – |

| 10. April 2011 17:00 Uhr | Großbritannien | 2:4 (1:1, 1:0, 0:3) Spielbericht | Italien | Patinoire de Caen la mer, Caen Zuschauer: 406 |

| 10. April 2011 20:30 Uhr | Tschechien | 3:0 (1:0, 0:0, 2:0) Spielbericht | Frankreich | Patinoire de Caen la mer, Caen Zuschauer: 1.363 |

| Pl. |                | Sp | S | OTS | OTN | N | Tore  | Punkte |
| 1.  | Tschechien     | 5  | 5 | 0   | 0   | 0 | 23:02 | 15     |
| 2.  | Frankreich     | 5  | 4 | 0   | 0   | 1 | 13:05 | 12     |
| 3.  | Dänemark       | 5  | 3 | 0   | 0   | 2 | 17:12 | 9      |
| 4.  | Italien        | 5  | 2 | 0   | 0   | 3 | 11:09 | 6      |
| 5.  | Großbritannien | 5  | 1 | 0   | 0   | 4 | 10:21 | 3      |
| 6.  | Nordkorea      | 5  | 0 | 0   | 0   | 5 | 00:25 | 0      |

Abkürzungen: Pl. = Platz, Sp = Spiele, S = Siege, OTS = Siege nach Verlängerung (Overtime) oder Penaltyschießen, OTN = Niederlagen nach Verlängerung oder Penaltyschießen, N = Niederlagen

Erläuterungen: Aufsteiger in die Division I, Absteiger in die Division III

### Auf- und Abstieg
Die Division II wurde 2012 zur Division I Gruppe B. 
| Absteiger in die Division IB:  | Volksrepublik China      |
| Aufsteiger in die Division IA: | Tschechien               |
| Absteiger in die Division IIA: | Nordkorea (Nichtantritt) |
| Aufsteiger in die Division IB: | Niederlande              |

## Division III
Die Spiele der Division III fanden vom 1. bis 6. Februar 2011 in der australischen Stadt Newcastle statt. Alle Spiele wurden im Hunter Ice Skating Stadium ausgetragen, das ca. 900 Plätze bietet.
| 1. Februar 2011 13:00 Uhr (Ortszeit) | 1. Februar 2011 3:00 Uhr (MEZ) | Ungarn | 12:1 (7:1, 2:0, 3:0) Spielbericht | Kroatien | Hunter Ice Skating Stadium, Newcastle Zuschauer: 35 |

| 1. Februar 2011 16:30 Uhr | 1. Februar 2011 6:30 Uhr | Slowenien | 0:3 (0:0, 0:2, 0:1) Spielbericht | Niederlande | Hunter Ice Skating Stadium, Newcastle Zuschauer: 50 |

| 1. Februar 2011 20:00 Uhr | 1. Februar 2011 10:00 Uhr | Australien | 7:1 (1:1, 4:0, 2:0) Spielbericht | Belgien | Hunter Ice Skating Stadium, Newcastle Zuschauer: 250 |

| 2. Februar 2011 13:00 Uhr | 2. Februar 2011 3:00 Uhr | Niederlande | 9:0 (1:0, 5:0, 3:0) Spielbericht | Kroatien | Hunter Ice Skating Stadium, Newcastle Zuschauer: 50 |

| 2. Februar 2011 16:30 Uhr | 2. Februar 2011 6:30 Uhr | Belgien | 1:9 (1:0, 0:2, 0:7) Spielbericht | Ungarn | Hunter Ice Skating Stadium, Newcastle Zuschauer: 40 |

| 2. Februar 2011 20:00 Uhr | 2. Februar 2011 10:00 Uhr | Australien | 7:4 (2:1, 3:2, 2:1) Spielbericht | Slowenien | Hunter Ice Skating Stadium, Newcastle Zuschauer: 250 |

| 3. Februar 2011 13:00 Uhr | 3. Februar 2011 3:00 Uhr | Niederlande | 13:0 (2:0, 7:0, 4:0) Spielbericht | Belgien | Hunter Ice Skating Stadium, Newcastle Zuschauer: 60 |

| 3. Februar 2011 16:30 Uhr | 3. Februar 2011 6:30 Uhr | Slowenien | 3:1 (3:0, 0:0, 0:1) Spielbericht | Kroatien | Hunter Ice Skating Stadium, Newcastle Zuschauer: 55 |

| 3. Februar 2011 20:00 Uhr | 3. Februar 2011 10:00 Uhr | Australien | 1:0 (0:0, 1:0, 0:0) Spielbericht | Ungarn | Hunter Ice Skating Stadium, Newcastle Zuschauer: 350 |

| 5. Februar 2011 13:00 Uhr | 5. Februar 2011 3:00 Uhr | Belgien | 1:9 (0:3, 1:3, 0:3) Spielbericht | Slowenien | Hunter Ice Skating Stadium, Newcastle Zuschauer: 100 |

| 5. Februar 2011 16:30 Uhr | 5. Februar 2011 6:30 Uhr | Ungarn | 2:5 (1:1, 1:0, 0:4) Spielbericht | Niederlande | Hunter Ice Skating Stadium, Newcastle Zuschauer: 136 |

| 5. Februar 2011 20:00 Uhr | 5. Februar 2011 10:00 Uhr | Kroatien | 1:5 (1:1, 0:1, 0:3) Spielbericht | Australien | Hunter Ice Skating Stadium, Newcastle Zuschauer: 523 |

| 6. Februar 2011 13:00 Uhr | 6. Februar 2011 3:00 Uhr | Slowenien | 3:4 n. V. (1:0, 1:2, 1:1, 0:1) Spielbericht | Ungarn | Hunter Ice Skating Stadium, Newcastle Zuschauer: 104 |

| 6. Februar 2011 16:30 Uhr | 6. Februar 2011 6:30 Uhr | Kroatien | 2:0 (1:0, 0:0, 1:0) Spielbericht | Belgien | Hunter Ice Skating Stadium, Newcastle Zuschauer: 103 |

| 6. Februar 2011 20:00 Uhr | 6. Februar 2011 10:00 Uhr | Niederlande | 3:2 n. P. (0:0, 1:1, 1:1, 0:0, 1:0) Spielbericht | Australien | Hunter Ice Skating Stadium, Newcastle Zuschauer: 587 |

| Pl. |             | Sp | S | OTS | OTN | N | Tore  | Punkte |
| 1.  | Niederlande | 5  | 4 | 1   | 0   | 0 | 33:04 | 14     |
| 2.  | Australien  | 5  | 4 | 0   | 1   | 0 | 22:09 | 13     |
| 3.  | Ungarn      | 5  | 2 | 1   | 0   | 2 | 27:11 | 8      |
| 4.  | Slowenien   | 5  | 2 | 0   | 1   | 2 | 19:16 | 7      |
| 5.  | Kroatien    | 5  | 1 | 0   | 0   | 4 | 05:29 | 3      |
| 6.  | Belgien     | 5  | 0 | 0   | 0   | 5 | 03:40 | 0      |

Abkürzungen: Pl. = Platz, Sp = Spiele, S = Siege, OTS = Siege nach Verlängerung (Overtime) oder Penaltyschießen, OTN = Niederlagen nach Verlängerung oder Penaltyschießen, N = Niederlagen

Erläuterungen: Aufsteiger in die Division II, Absteiger in die Division IV

### Auf- und Abstieg
Die Division III wurde 2012 zur Division II Gruppe A. 
| Absteiger in die Division IIA:  | Nordkorea (Nichtantritt) |
| Aufsteiger in die Division IB:  | Niederlande              |
| Absteiger in die Division IIB:  | Belgien                  |
| Aufsteiger in die Division IIA: | Neuseeland               |

## Division IV
Vom 27. März bis 1. April 2011 wurde in der isländischen Hauptstadt Reykjavík das Turnier der Division IV ausgetragen. Alle Spiele fanden in der Skautahöllin í Laugardal mit 1.500 Plätzen statt.
Nach den Resultaten der letzten Austragung der Division IV bei den Weltmeisterschaften 2008 hätte auch Estland an der Austragung der diesjährigen Division IV teilgenommen und war dafür auch zunächst gemeldet. Letztlich traten die Baltinnen aber nicht an, eine offizielle Mitteilung der IIHF zum Verzicht gab es jedoch nicht.
| 27. März 2011 18:30 Uhr (Ortszeit) | Südafrika | 0:6 (0:3, 0:0, 0:3) Spielbericht | Südkorea | Skautahöllin í Laugardal, Reykjavík Zuschauer: 175 |

| 27. März 2011 22:00 Uhr | Neuseeland | 3:1 (1:1, 1:0, 1:0) Spielbericht | Island | Skautahöllin í Laugardal, Reykjavík Zuschauer: 822 |

| 28. März 2011 18:30 Uhr | Rumänien | 3:1 (2:0, 1:0, 0:1) Spielbericht | Südafrika | Skautahöllin í Laugardal, Reykjavík Zuschauer: 184 |

| 29. März 2011 18:30 Uhr | Südkorea | 1:3 (1:2, 0:0, 0:1) Spielbericht | Neuseeland | Skautahöllin í Laugardal, Reykjavík Zuschauer: 193 |

| 29. März 2011 22:00 Uhr | Island | 3:2 (2:0, 1:0, 0:2) Spielbericht | Rumänien | Skautahöllin í Laugardal, Reykjavík Zuschauer: 576 |

| 30. März 2011 22:00 Uhr | Südafrika | 1:5 (1:0, 0:2, 0:3) Spielbericht | Island | Skautahöllin í Laugardal, Reykjavík Zuschauer: 718 |

| 31. März 2011 18:30 Uhr | Neuseeland | 7:2 (2:1, 2:0, 3:1) Spielbericht | Südafrika | Skautahöllin í Laugardal, Reykjavík Zuschauer: 150 |

| 31. März 2011 22:00 Uhr | Südkorea | 4:2 (0:1, 2:1, 2:0) Spielbericht | Rumänien | Skautahöllin í Laugardal, Reykjavík Zuschauer: 157 |

| 1. April 2011 18:30 Uhr | Rumänien | 2:7 (0:3, 1:2, 1:2) Spielbericht | Neuseeland | Skautahöllin í Laugardal, Reykjavík Zuschauer: 102 |

| 1. April 2011 22:00 Uhr | Island | 1:4 (0:1, 1:1, 0:2) Spielbericht | Südkorea | Skautahöllin í Laugardal, Reykjavík Zuschauer: 910 |

| Pl. |            | Sp | S | OTS | OTN | N | Tore  | Punkte |
| 1.  | Neuseeland | 4  | 4 | 0   | 0   | 0 | 20:06 | 12     |
| 2.  | Südkorea   | 4  | 3 | 0   | 0   | 1 | 15:06 | 9      |
| 3.  | Island     | 4  | 2 | 0   | 0   | 2 | 10:10 | 6      |
| 4.  | Rumänien   | 4  | 1 | 0   | 0   | 3 | 09:15 | 3      |
| 5.  | Südafrika  | 4  | 0 | 0   | 0   | 4 | 04:21 | 0      |

Abkürzungen: Pl. = Platz, Sp = Spiele, S = Siege, OTS = Siege nach Verlängerung (Overtime) oder Penaltyschießen, OTN = Niederlagen nach Verlängerung oder Penaltyschießen, N = Niederlagen

Erläuterungen: Aufsteiger in die Division III

### Auf- und Abstieg
Die Division IV wurde 2012 zur Division II Gruppe B. 
| Absteiger in die Division IIB:  | Belgien        |
| Aufsteiger in die Division IIA: | Neuseeland     |
| Aufsteiger in die Division IIB: | Polen, Spanien |

Südafrika verblieb nach mehreren Rückzügen in der Division IIB.

## Division V
Die Spiele der Division V fanden vom 14. bis 19. März in Sofia in Bulgarien statt. Der Spielort war der Wintersportpalast Sofia, der eine Kapazität von 4.600 Plätzen hat.
| 14. März 2011 13:30 Uhr (Ortszeit) | Polen | 23:0 (7:0, 9:0, 7:0) Spielbericht | Irland | Wintersportpalast, Sofia Zuschauer: 125 |

| 14. März 2011 17:30 Uhr | Bulgarien | 2:1 (1:1, 0:0, 1:0) Spielbericht | Türkei | Wintersportpalast, Sofia Zuschauer: 1.200 |

| 15. März 2011 13:30 Uhr | Türkei | 0:7 (0:1, 0:1, 0:5) Spielbericht | Spanien | Wintersportpalast, Sofia Zuschauer: 42 |

| 15. März 2011 17:00 Uhr | Polen | 19:0 (5:0, 8:0, 6:0) Spielbericht | Bulgarien | Wintersportpalast, Sofia Zuschauer: 542 |

| 16. März 2011 13:30 Uhr | Irland | 0:3 (0:3, 0:0, 0:0) Spielbericht | Türkei | Wintersportpalast, Sofia Zuschauer: 45 |

| 16. März 2011 17:00 Uhr | Bulgarien | 0:7 (0:1, 0:3, 0:3) Spielbericht | Spanien | Wintersportpalast, Sofia Zuschauer: 1.150 |

| 18. März 2011 13:30 Uhr | Spanien | 4:5 n. V. (3:1, 1:3, 0:0, 0:1) Spielbericht | Polen | Wintersportpalast, Sofia Zuschauer: 325 |

| 18. März 2011 17:00 Uhr | Irland | 0:3 (0:2, 0:1, 0:0) Spielbericht | Bulgarien | Wintersportpalast, Sofia Zuschauer: 1.250 |

| 19. März 2011 13:30 Uhr | Spanien | 14:0 (8:0, 4:0, 2:0) Spielbericht | Irland | Wintersportpalast, Sofia Zuschauer: 125 |

| 19. März 2011 17:00 Uhr | Türkei | 0:14 (0:4, 0:5, 0:5) Spielbericht | Polen | Wintersportpalast, Sofia Zuschauer: 540 |

| Pl. |           | Sp | S | OTS | OTN | N | Tore  | Punkte |
| 1.  | Polen     | 4  | 3 | 1   | 0   | 0 | 61:04 | 11     |
| 2.  | Spanien   | 4  | 3 | 0   | 1   | 0 | 32:05 | 10     |
| 3.  | Bulgarien | 4  | 2 | 0   | 0   | 2 | 05:27 | 6      |
| 4.  | Türkei    | 4  | 1 | 0   | 0   | 3 | 04:23 | 3      |
| 5.  | Irland    | 4  | 0 | 0   | 0   | 4 | 00:43 | 0      |

Abkürzungen: Pl. = Platz, Sp = Spiele, S = Siege, OTS = Siege nach Verlängerung (Overtime) oder Penaltyschießen, OTN = Niederlagen nach Verlängerung oder Penaltyschießen, N = Niederlagen

Erläuterungen: Aufsteiger in die Division IV

### Auf- und Abstieg
Die Division V sollte 2012 zur Qualifikation zur Gruppe B der Division II werden. Nach mehreren Rückzügen wurde das Turnier gestrichen.
| Aufsteiger in die Division IIA: | Polen, Spanien |